# Navghar-Manikpur
Navghar-Manikpur é uma cidade  no distrito de Thane, no estado indiano de Maharashtra.

## Demografia
Segundo o censo de 2001, Navghar-Manikpur tinha uma população de 116,700 habitantes. Os indivíduos do sexo masculino constituem 53% da população e os do sexo feminino 47%. Navghar-Manikpur tem uma taxa de literacia de 83%, superior à média nacional de 59.5%: a literacia no sexo masculino é de 85% e no sexo feminino é de 81%. Em Navghar-Manikpur, 11% da população está abaixo dos 6 anos de idade.